# Martino Matronola
Martino Matronola, nato Vittorio (Cassino, 2 novembre 1903 – Cassino, 20 maggio 1994) è stato un abate e vescovo cattolico italiano, abate di Montecassino dal 1971 al 1983 e vescovo titolare di Torri di Numidia.

## Biografia
Vittorio Matronola nacque a Cassino da Luigi e Teresa Martini; entrò nell'ordine benedettino, e fu professato il 23 marzo 1926, a 22 anni, col nome di Martino, e ricevette l'ordinazione sacerdotale 3 anni dopo, il 29 settembre 1929. Divenne segretario ed interprete dell'abate Gregorio Diamare. Fu il primo abate originario di Cassino, nominato il 24 maggio 1971, dal cui ufficio si dimise nel 1983.
Fu nominato vescovo titolare di Torri di Numidia da Paolo VI, e consacrato l'8 maggio 1977, dal cardinale Sebastiano Baggio, assistito dagli arcivescovi Paul Augustin Mayer, O.S.B., e Giuseppe Casoria. Fu testimone del bombardamento che colpì l'abbazia di Montecassino, e della sua ricostruzione e del restauro, durante il suo mandato, su cui scrisse un diario.
Morì a Cassino, in ritiro in abbazia, il 20 maggio 1994.

## Genealogia episcopale
La genealogia episcopale è:
- Cardinale Scipione Rebiba
- Cardinale Giulio Antonio Santori
- Cardinale Girolamo Bernerio, O.P.
- Arcivescovo Galeazzo Sanvitale
- Cardinale Ludovico Ludovisi
- Cardinale Luigi Caetani
- Cardinale Ulderico Carpegna
- Cardinale Paluzzo Paluzzi Altieri degli Albertoni
- Papa Benedetto XIII
- Papa Benedetto XIV
- Cardinale Enrico Enriquez
- Arcivescovo Manuel Quintano Bonifaz
- Cardinale Buenaventura Córdoba Espinosa de la Cerda
- Cardinale Giuseppe Maria Doria Pamphilj
- Papa Pio VIII
- Papa Pio IX
- Cardinale Alessandro Franchi
- Cardinale Giovanni Simeoni
- Cardinale Antonio Agliardi
- Cardinale Basilio Pompilj
- Cardinale Adeodato Piazza, O.C.D.
- Cardinale Sebastiano Baggio
- Vescovo Martino Matronola